# Tortello (araldica)
Tortello, o torta, è un termine utilizzato in araldica per indicare un tondino di colore. In molti paesi le torte hanno nomi specifici diversi in base al colore.

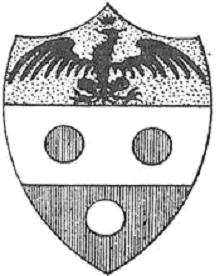
Due tortelli di rosso ed un bisante d'argento
D'argento, a tre tortelli di nero (Riein, Svizzera)
D'argento, a sei tortelli di nero, ordinati 2, 2 e 2 (Sástago, Spagna)

## Traduzioni in base al colore della torta
|  | Francese                   | Inglese         | Spagnolo                | Lituano  |
|  | -------------------------- | --------------- | ----------------------- | -------- |
|  | Besant d'or                | Bezant          | Bezante                 | Bezant   |
|  | Besant d'argent            | Plate           | Bezante de plata        | Plate    |
|  | Guse                       | Torteau         | Guso                    | Torteau  |
|  | Heurte                     | Hurt            | Heurte                  | Hurt     |
|  | Ogoesse                    | Pellet o Ogress | Ogoese                  | Pellet   |
|  | Gulpe                      | Golpe           | Gulpe                   | Golpe    |
|  | Somme, Volet o Pomme       | Pomme           | Suma, Postigo o Manzana | Pomme    |
|  | Source o Fontaine anglaise | Fountain o Syke | -                       | Fountain |